# Zope
Zope (anglická výslovnost [zəup]; akronym z angl. Z object publishing environment) je objektově orientovaný aplikační server, naprogramovaný převážně v jazyce Python a uvolněný jako tzv. svobodný software. Základem Zope je transakční objektová databáze, která obsahuje nejen vlastní webový obsah, ale také dynamické šablony pro generování HTML, indexy pro vyhledávání, skripty a další. Zope umožňuje napojení na relační databáze (RDBMS); jde o uznávanou killer aplikaci Pythonu, která jazyku pomohla dostat se do ohniska pozornosti.
Administrace využívá webové rozhraní. Zope podporuje systém přístupových oprávnění, pomocí kterého lze obsah webu sdílet s dalšími uživateli, a to libovolně v různých úrovních struktury portálu.
Existuje množství plug-in modulů, tzv. Produktů, které dále rozšiřují funkcionalitu základních součástí Zope. Tyto produkty přináší nové druhy dokumentů, konektory do externích úložišť dat (vzdálené databáze a filesystémy) nebo ucelené webové aplikace sloužící k různým účelům. Jednou z takových aplikací je content management system Plone [pləʊn]. Zope podporuje služby HTTP, FTP, WebDAV a XML-RPC. Může být provozován společně s jinými webovými servery (například Apache nebo IIS).
Původním autorem Zope byla společnost Digital Creations, přejmenovaná v roce 2001 na Zope Corporation. V roce 1996 se staly některé části Zope otevřeným softwarem a od roku 1998 byly uvolněny zdrojové kódy celého serveru. Zope Corporation stále řídí směr vývoje Zope, ale soudobá vydání jsou již výsledkem práce široké Open Source komunity.